# Un-Go
Un-Go (アンゴ Ango?) es un manga escrito por J-ta Yamada adaptado a una serie de anime de 11 episodios producida por BONES. Empezó su emisión en el espacio noitaminA de la cadena Fuji TV el 14 de octubre de 2011. Basado en la novela de Ango Sakaguchi Meiji Kaika Ango Torimono-chō (明治開化安吾捕物帳?), la serie está dirigida por Seiji Mizushima, con supervisión del guion por Shou Aikawa.
Además, se realizó una animación en línea (ONA) y una película llamada "Episodio Cero".

## Argumento
La historia sigue a Shinjūrou Yūki, un joven detective, también llamado por todos los diarios "el detective fracasado", que se involucra en distintos casos ligados al misterio. Conoce a Rie, hija del presidente de la red de justicia. Acompañado de una extraña mujer que suele usar la apariencia de una chica de corta edad de nombre Inga, tratará de resolver los acertijos que le rodean, con su pregunta más importante: ¿Qué buscan los humanos?.

## Personajes
Shinjūrou Yūki (結城 新十郎?)
Seiyū - Ryō Katsuji
El protagonista principal, también conocido como el "detective fracasado", no porque sus conclusiones sean incorrectas (al contrario, deduce todas las pistas y las respuestas con gran maestría), sino que generalmente, en los casos en los que se ve involucrado la verdad termina siendo incómoda, por lo tanto, el gobierno la esconde. De su personalidad no se sabe gran cosa, es por lo general, un hombre tranquilo y equilibrado, y posee una gran inteligencia (lo que le lleva a sus conclusiones sorprendentes). El nombre de Shinjūrou Yūki se lo dan como nueva identidad, porque declararon que había sido asesinado por la policía. Por otra parte, declara no entender mucho acerca de computadores y artefactos eléctricos.
Inga (いんが?)
Seiyū - Aki Toyosaki
Es un demonio que salvó a Shinjūrou, haciendo un trato con el de darle almas a cambio de que algún día le diga lo que en verdad quiere su alma, cuando conoció a Shinjūrou utilizó su cuerpo para devorar las almas de las personas que viajaban con él, es el asistente de Shinjūrou, tiene una extraña personalidad. Normalmente tiene la apariencia de un hombre joven de 14 años de edad (Aparentemente), en algunos casos toma la forma de una mujer adulta haciéndose pasar por la Jefa del Mismo Detective, en esa forma tiene la habilidad de hacer una pregunta a cualquier implicado en los casos para que estos contesten con la verdad. 
Rinroku Kaishou (海勝 麟六?)
Seiyū - Shin'ichirō Miki
Un conocido detective que resuelve los casos desde su computadora. Además es el presidente de la Red de Justicia de Japón, y una eminencia en la tecnología.Él es el que da el nombre de Shinjūrou Yūki como nueva identidad al protagonista principal.
Rie Kaishou (海勝 梨江?)
Seiyū - Nozomi Yamamoto
La hija de Rinroku, en el principio declara que no le agrada Shinjūrou, pero después muestra curiosidad por los casos de Shinjūrou. Aparentemente está enamorada del detective.
Izumi Koyama (虎山 泉?)
Seiyū - Takako Honda
Trabaja para la policía, no confía en Shinjūrou. Es parte del Ministerio Público, en el programa conjunto de coordinación del departamento fiscal, además de ser la mano derecha de Kaishou, ella siempre aparece para rebatir las deducciones de Shinjurou junto con Hayami Seigen informando a Kaishou del caso.
Seigen Hayami: Hayami Seigen (速水 星玄?)
Seiyū - Miyu Irino
Agente de la policía, se involucra en algunos casos demostrando ser un poco tonto a la hora de resolverlos. Al igual que Izumi, no confía para nada en Shinjurou ya que a veces termina peleando con él. Odia en especial a Kaishou Rinroku por "ser un Dios" para la señorita Koyama ya que ella le admira demasiado, por eso intentó ser lo más parecido a Kaishou para que Izumi lo tomara en consideración. Parece estar enamorado de Izumi.

## Contenido de la Obra

### UN-GO: Haisen Tantei Yūki Shinjūrō
UN-GO: Haisen Tantei Yūki Shinjūrō (UN-GO 敗戦探偵・結城新十郎?), también conocido como UN-GO Defeated Detective Yūki Shinjūrō, fue un manga publicado en la revista Newtype Ace de la editorial Kadokawa Shōten entre el 10 de septiembre de 2011 y el 10 de mayo de 2013. Constó de 20 capítulos recopilados en tres volúmenes de tankōbon. Su historia difiere ligeramente a la relatada en la serie de anime.

### UN-GO: Inga Nikki
UN-GO: Inga Nikki (UN-GO因果日記 lit. UN-GO: El diario de Inga?) es una serie de cortos animados que fueron publicados a través de Internet. Esta serie constó de 10 episodios de tipo parodia.

### Anime
La serie de Anime ha sido adaptada por el estudio BONES. La misma, constó de 11 episodios que fueron televisados en el espacio noitaminA de la cadena Fuji TV durante la temporada de otoño de 2011.
En países de habla inglesa, la serie ha sido licenciada por Kaze (Reino Unido e Irlanda) y Sentai Filmworks (Estados Unidos y Canadá), distribuida por Manga Entertainment (Reino Unido e Irlanda), Section23 Films (Estados Unidos y Canadá) y Siren Visual (Australia y Nueva Zelanda), y transmitida a través de Internet por los sitios de Anime News Network (Australia y Nueva Zelanda), Anime on Demand (Reino Unido e Irlanda), Crunchyroll (Estados Unidos y Canadá, y también en simultáneo para Suecia, Dinamarca, Noruega, Finlandia, Islandia y Holanda) y Anime Network y Anime Onegai (México, Brasil y el resto de América Latina). Ha sido subtitulada al portugués por JBC y transmitida, para Brasil y Portugal, por Crunchyroll.

#### Equipo de Producción
- Director: Seiji Mizushima
- Música: NARASAKI
- Idea Original: Ango Sakaguchi
- Diseño de personajes: Yun Kōga y pako
- Director de Arte: Takeshi Waki
- Directores en Jefe de Animación: Hiroko Yaguchi, Kazumi Inadome y Yuko Yazaki
- Diseño de Arte: Takashi Miyamoto y Takeshi Waki
- Director de Sonido: Masafumi Mima
- Director de Fotografía: Kota Sasaki
- Productores: Daisuke Konaka, Yoshihiro Oyabu y Yoshinori Takeeda (Fuji TV)
- Productor en Jefe: Kōji Yamamoto (Fuji TV)
- Diseño de Color: Shihoko Nakayama
- Compilación: Ayako Mizuno (Fuji TV)
- Efectos Especiales: Shin Inoie

#### Episodios
| #  | Título                                               | Fecha de Emisión Japón  |
| -- | ---------------------------------------------------- | ----------------------- |
|    |                                                      |                         |
| 1  | «Butoukai no satsujin» (舞踏会の殺人)                | 13 de octubre de 2011   |
| 2  | «Mujō no uta» (無情のうた)                           | 20 de octubre de 2011   |
| 3  | «Fukumen yashiki» (覆面屋敷)                         | 27 de octubre de 2011   |
| 4  | «Sugao no ie» (素顔の家)                             | 3 de noviembre de 2011  |
| 5  | «Maboroshino-zō» (幻の像)                            | 10 de noviembre de 2011 |
| 6  | «Amarini mo kantan'na angō» (あまりにも簡単な暗号)   | 17 de noviembre de 2011 |
| 7  | «Hakuchiyuumu» (ハクチユウム)                        | 24 de noviembre de 2011 |
| 8  | «Rakuen no ō» (楽園の王)                             | 1º de diciembre de 2011 |
| 9  | «Kaishou Rinroku no hanzai» (海勝麟六の犯罪)         | 8 de diciembre de 2011  |
| 10 | «Kaishou Rinroku no sōsō» (海勝麟六の葬送)           | 15 de diciembre de 2011 |
| 11 | «Watashi wa tada sagashite iru» (私はただ探している) | 22 de diciembre de 2011 |

#### Banda sonora
El Ost del anime está a cargo de Narasaki.
Opening
- How to go

Interpretado por: School Food Punishment.
Ending
- Fantasy

Interpretado por: LAMA.

### Un-Go episode:0 Inga-ron
Un-Go episode:0 Inga-ron (UN-GO episode:0 因果論?), también conocida como Un-Go episode:0 Inga chapter, es una película de animación, precuela de la serie de anime, donde se relata cómo se conocieron Inga y Shinjūrō, además de responder algunos interrogantes no resueltos en el anime. Fue estrenada el 19 de noviembre de 2011 y producida en conjunto por los estudios BONES y Tōhō.